# Fumaria judaica
Fumaria judaica là một loài thực vật có hoa trong họ Anh túc. Loài này được Boiss. mô tả khoa học đầu tiên năm 1849.

## Hình ảnh

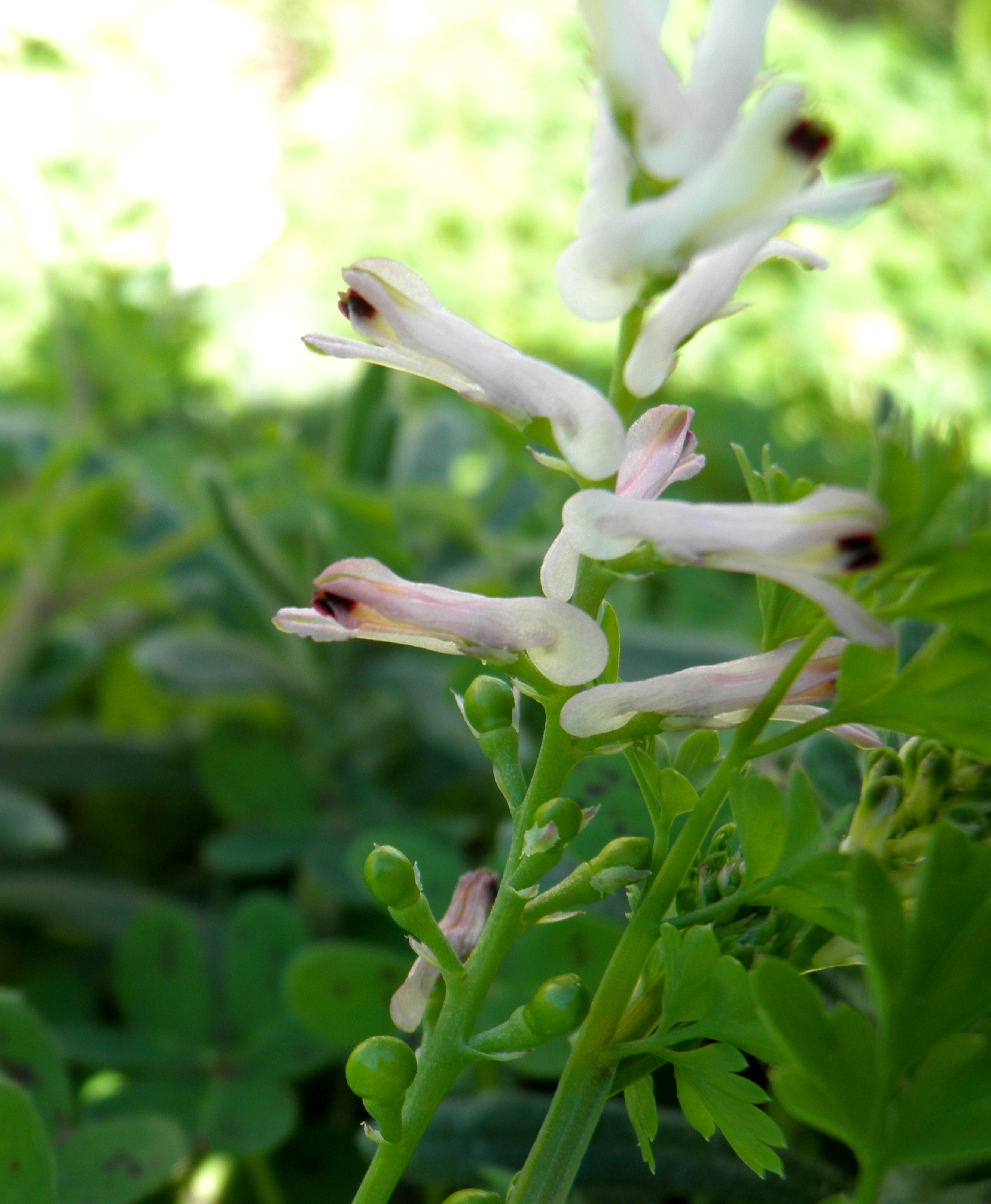
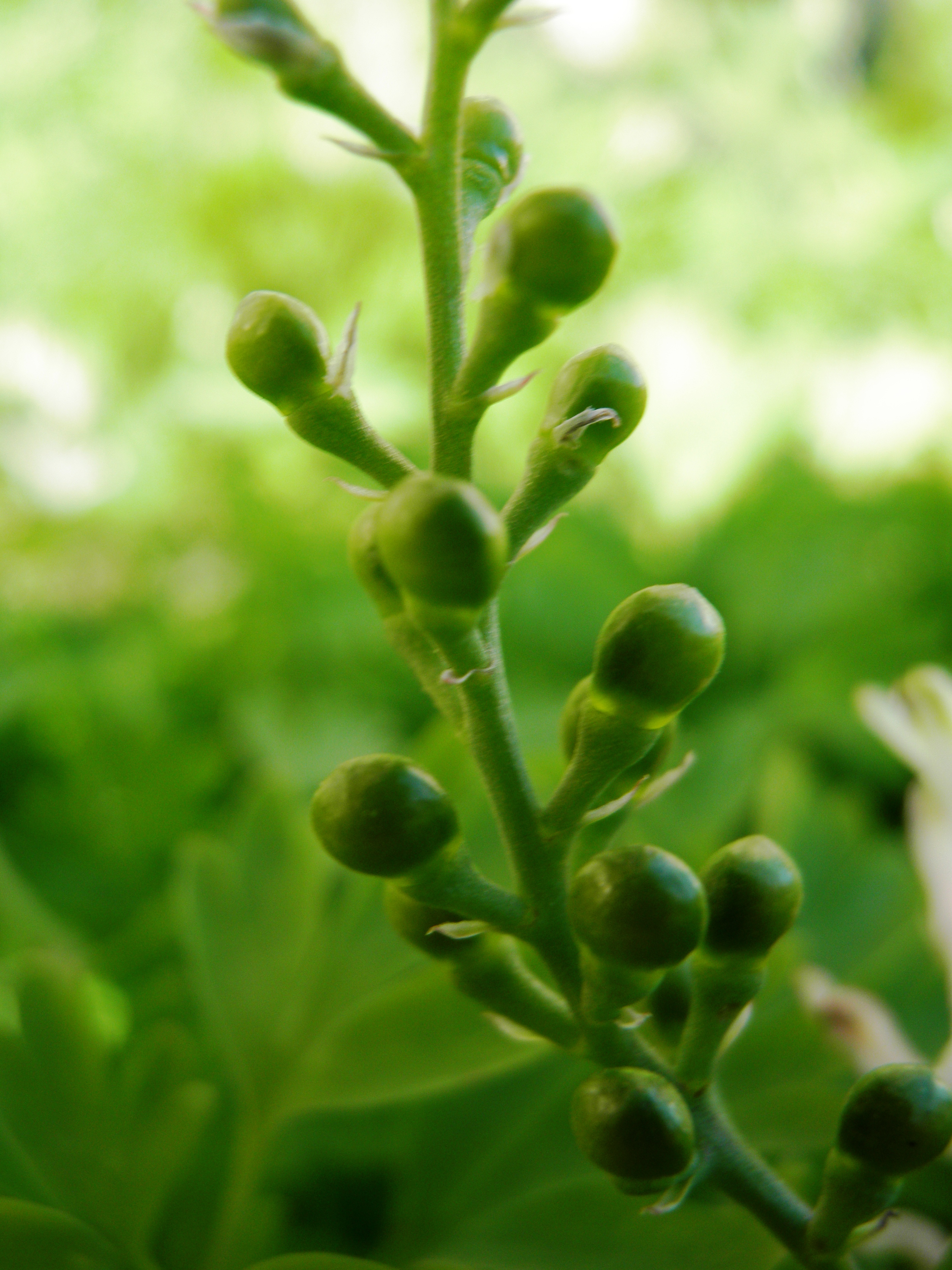
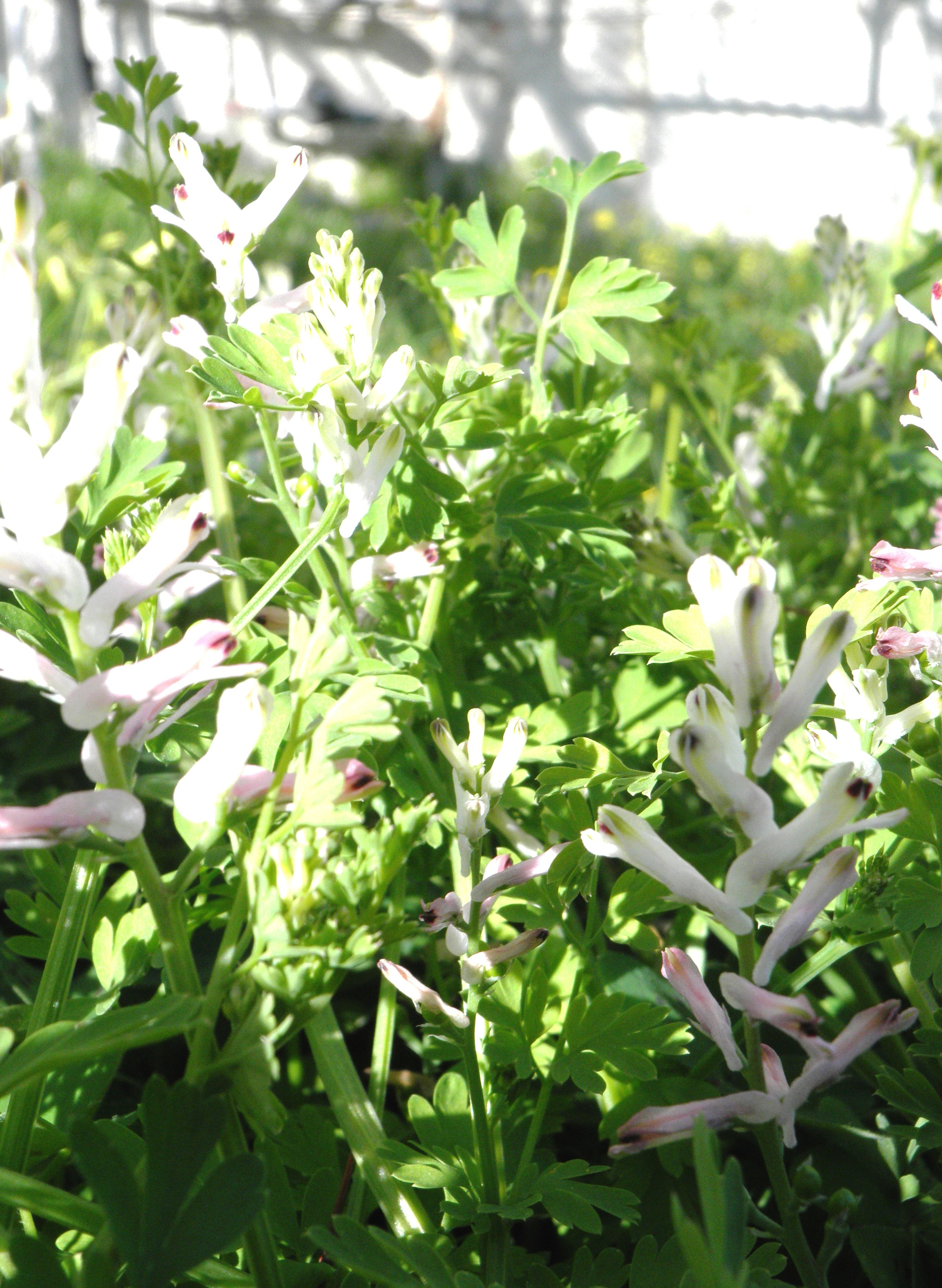
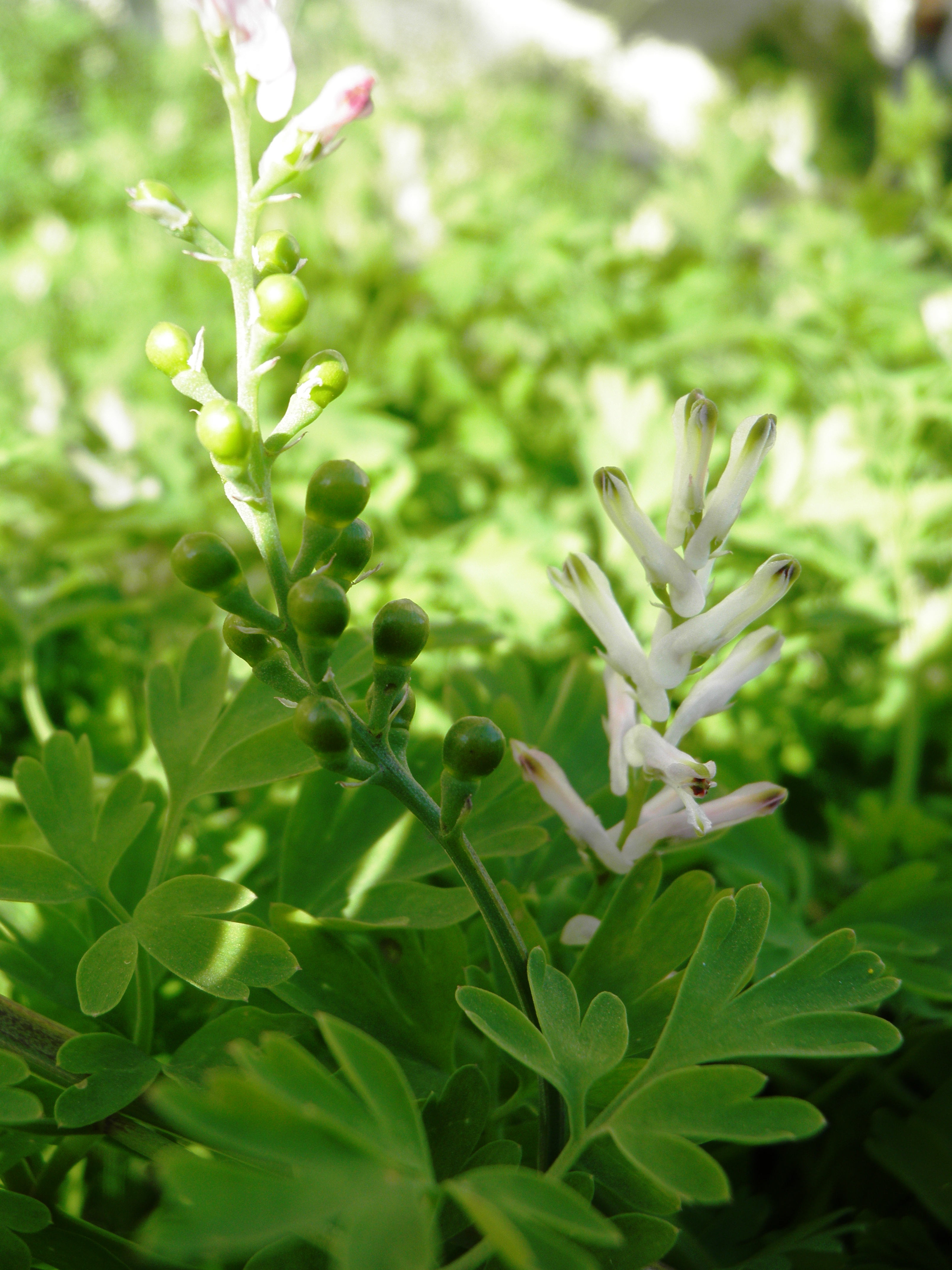